# Ментална репрезентација
Ментална репрезентација (или когнитивна репрезентација), у филозофији ума, когнитивној психологији, неуронауци и когнитивној науци, је хипотетички унутрашњи когнитивни симбол који представља спољашњу стварност, или ментални процес који користи такав симбол: „формални систем за експлицитно стављање одређених ентитета или типова информација, заједно са спецификацијом како систем то ради“.
Ментална репрезентација је ментална слика ствари које заправо нису присутне чулима. У савременој филозофији, посебно у областима метафизике као што су филозофија ума и онтологија, ментална репрезентација је један од преовлађујућих начина објашњавања и описивања природе идеја и концепата.
Менталне репрезентације (или менталне слике) омогућавају представљање ствари које никада нису доживљене, као и ствари које не постоје. Замислите себе како путујете на место које никада раније нисте посетили или имате трећу руку. Ове ствари се или никада нису догодиле или су немогуће и не постоје, али наш мозак и менталне слике нам омогућавају да их замислимо. Иако је вероватније да ће се визуелне слике присетити, менталне слике могу укључивати репрезентације у било ком од сензорних модалитета, као што су слух, мирис или укус. Стивен Кослин предлаже да се слике користе за решавање одређених врста проблема. У стању смо да визуелизујемо дотичне објекте и ментално представљамо слике да бисмо то решили.